# Bongzilla
A Bongzilla egy amerikai stoner metal együttes. 1995-ben alakultak meg a wisconsini Madisonban. A nevük a "bong" és a "Godzilla" szavak keresztezése. 
Lemezkiadóik: Relapse Records, Ritual Records, Barbarian Records.
Először 1995-től 2009-ig működtek, majd 2015-től napjainkig.

## Tagok
- Mike Makela - gitár, ének (1995-2009, 2015-)

- Jeff Schultz - gitár (1995-)

- Cooter Brown - basszusgitár (2001-2005, 2015-)

- Mike Henry - dobok (1995-2009, 2015-)

## Diszkográfia
- Stash (1999)
- Apogee (2000)
- Gateway (2002)
- Amerijuanican (2005)
- Weedsconsin (2021)